# Большая Люя
Большая Люя — деревня в Кикнурском районе Кировской области.

## География
Находится на расстоянии примерно 13 км по прямой на юго-восток от райцентра поселка  Кикнур.

## История
Известна с 1873 года как деревня Зверева или Люя, в которой отмечено дворов 35 и жителей 296, в 1905 86 и 537, в 1926 115 и 575, в 1950 126 и 524 (в рамках трех деревень Большая Люя, 221 человек, Зверева, 180 человек и Шиманерка, 123 человека), в 1989 году в единой деревне Большая Люя проживало 98 человек. В период 2006-2014 годов входила в Потняковское сельское поселение. С 2014 по январь 2020 года входила в Кикнурское сельское поселение до его упразднения. 

## Население
Постоянное население  составляло 58 человек (мари 81%) в 2002 году, 2 в 2010.